# チャールズ・エルミー・フランカテリ

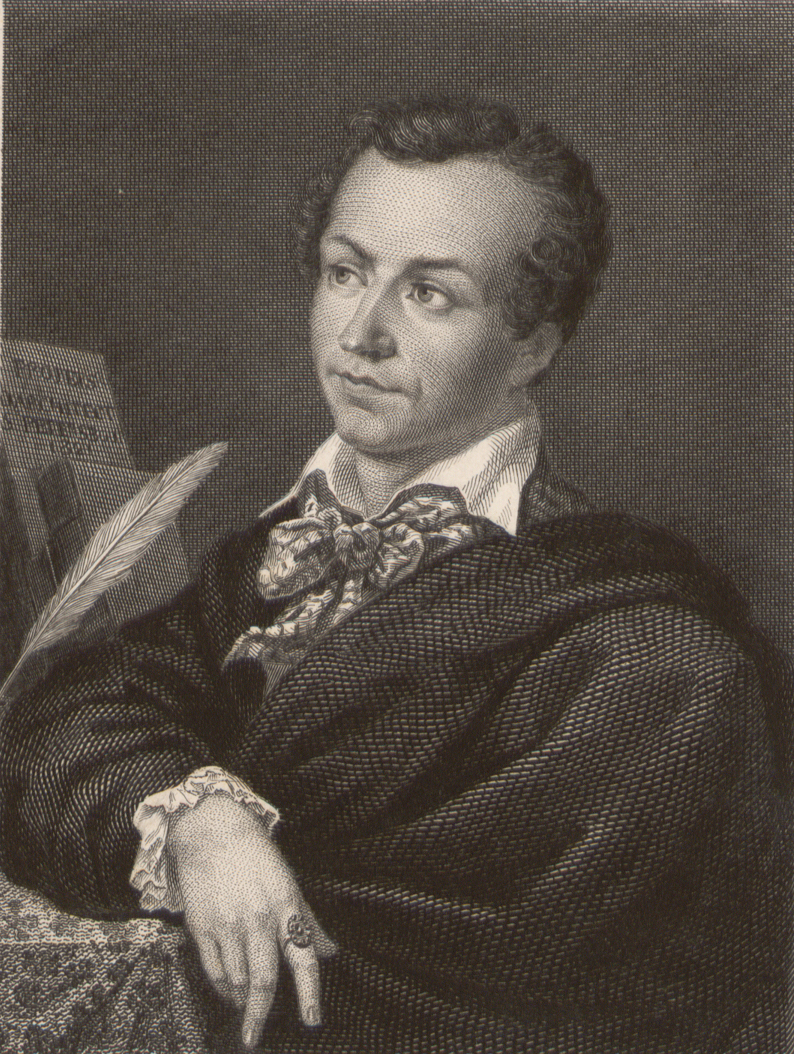
フランカテリのフランス料理の師匠、アントナン・カレーム

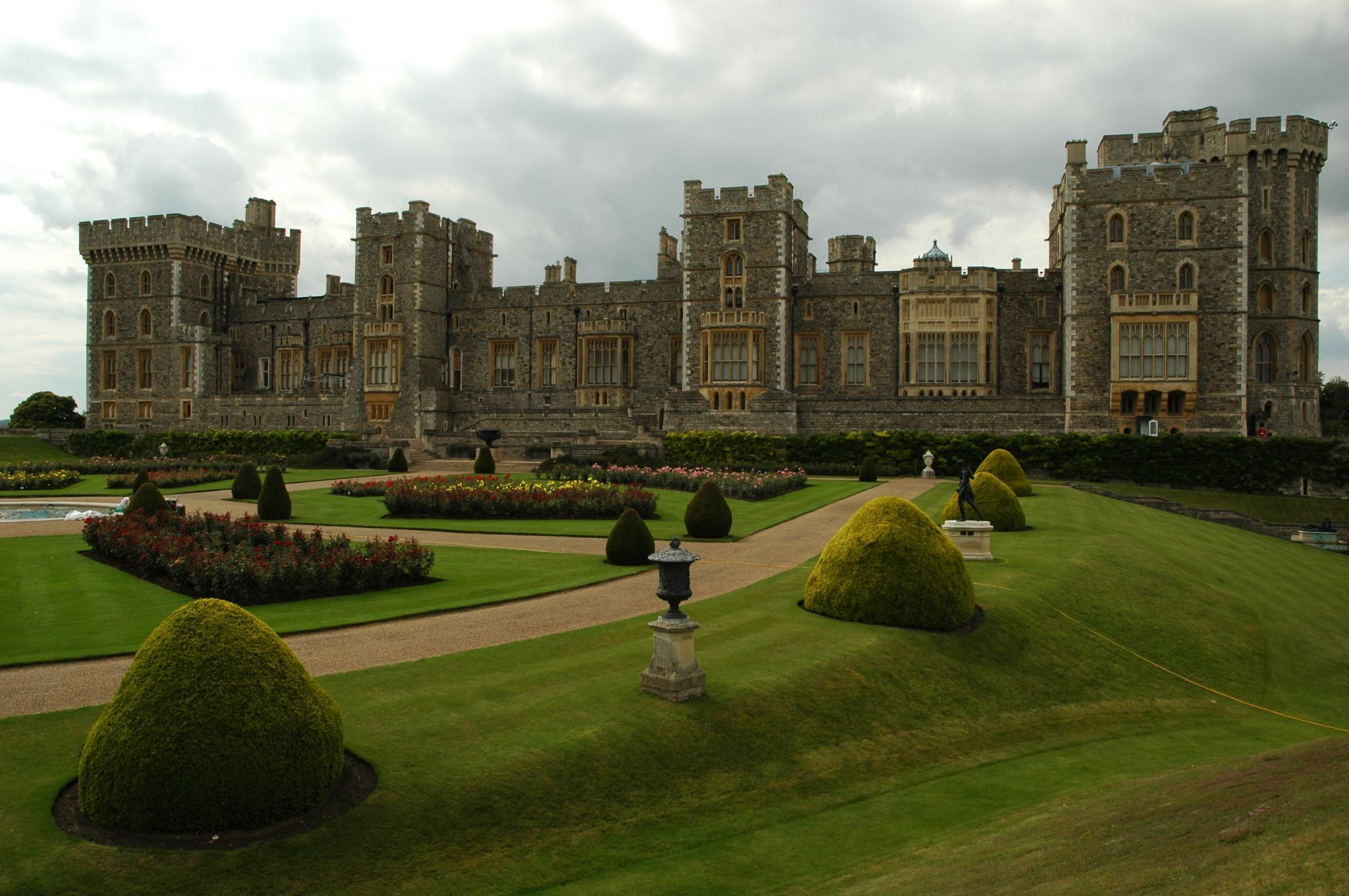
ヴィクトリア女王の居城、ウィンザー城

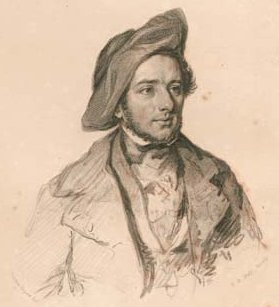
フランカテリと共に当時イギリス最高のシェフだったアレクシス・ソィエ（1849年）

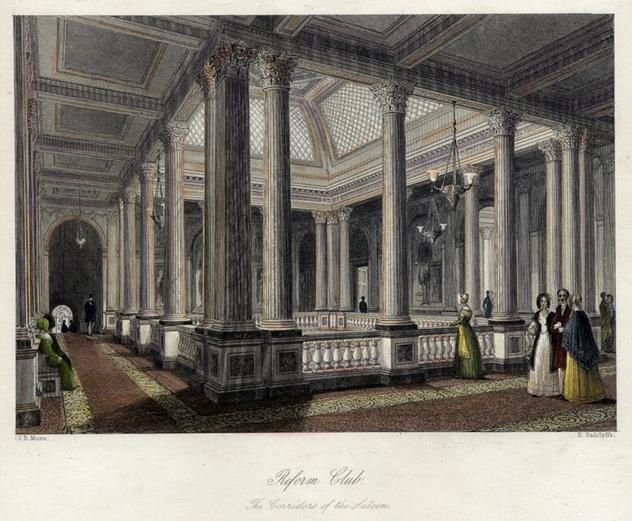
1840年代のリフォーム・クラブ（中央大広間を囲む2階回廊）

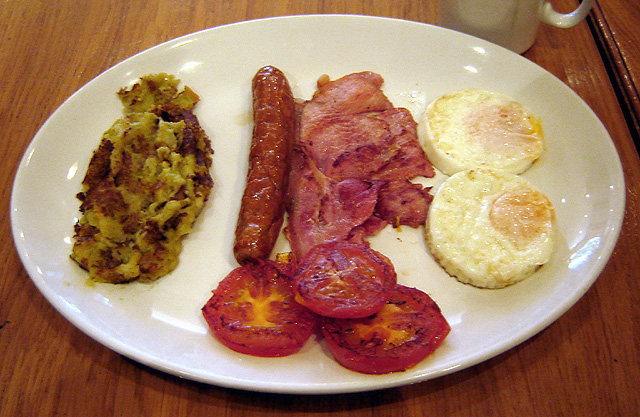
イングリッシュ・ブレックファストのバブルアンドスクイーク（左）

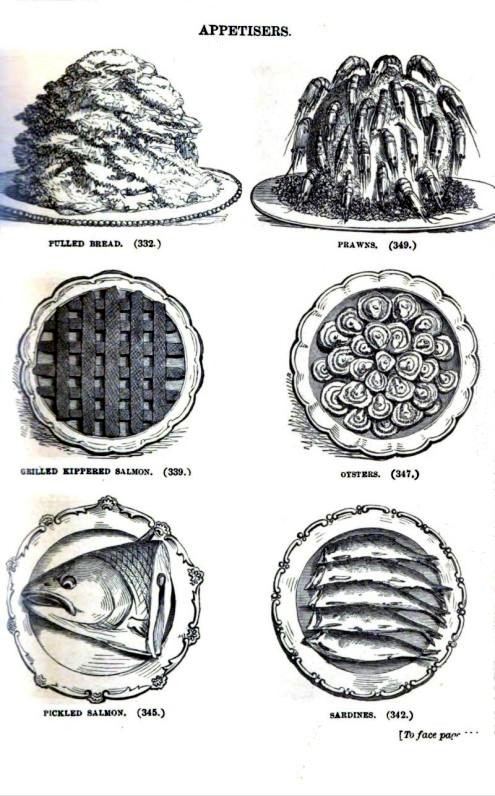
『料理人の手引と家政婦・執事の案内』の前菜の挿絵

チャールズ・エルミー・フランカテリ（英: Charles Elmé Francatelli, 1805年 - 1876年）は 、ヴィクトリア朝のイングランドの著名な料理人である。

## 生涯

### 出生から料理人になるまで
1805年にロンドンでイタリア系イングランド人の家系に生まれたフランカテリは、フランスで教育を受け、パリの料理カレッジで料理を学んだ。彼はフランスでオートキュイジーヌ（高級フランス料理）の大家のアントナン・カレーム (Marie-Antoine Carême) らの下で働きシェフ・パティシエとしての技能を身につけた。

### 貴族の料理人から高級社交クラブのシェフへ
イングランドに戻ると、フランカテリはチェスターフィールド伯(Earl of Chesterfield)、ダドリー伯 (Earl of Dudley)、エロール伯(Earl of Errol)、パースシャーのキナード卿 (Lord Kinnaird) など様々な貴族の料理人を務めた後、1839年にロンドンのセントジェームズ通りにあった上流階級の社交クラブ「クロックフォード・クラブ」 (Crockford's Club) のシェフ兼支配人となった。そのポストは、当時ヨーロッパ最高のシェフの一人であるとの評判だったルイ・ウスターシュ・ユード（Louis Eustache Ude） が報酬問題でもめて辞任したために空いたポストだった。

### 女王陛下の料理長時代
クロックフォード・クラブでフランカテリは間もなくイギリス王室の執事の目にとまり、1841年にヴィクトリア女王直属の料理長兼給仕長として抜擢されウィンザーで働くこととなった。しかし、彼はわずか1年間しか王室に仕えなかった。その理由としては、ヴィクトリア女王がフランス料理を好まなかったとも、アルバート王配が贅を尽くした料理を好まなかったともいわれているが、実際にどうだったのかは明らかにされていない。いずれの理由にせよ、1842年にフランカテリはわずか1年間仕えただけで王室料理長の職を辞した。

### 高級社交クラブのシェフ時代
王室料理長の職を辞した後、フランカテリはロンドン・ピカデリーの高級社交クラブ「コベントリーハウス・クラブ」 (Coventry House Club) のシェフ兼支配人となる。なお、この社交クラブはその後1869年に「セント・ジェームズ・クラブ」 (St James's Club) に改称し、ロンドンの最高級紳士クラブの一つとして社交界にその名を知られる存在になる。
1854年にフランカテリは当時ロンドン最高のシェフと評判されていたアレクシス・ソィエ (Alexis Soyer) が辞任した後任としてロンドンのペル・メルにある高級社交クラブ「リフォーム・クラブ」 (Reform Club) の料理長に起用される。ユニバーシティ・カレッジ・ダブリンのイングランド人社会学者のスティーヴン・メネル (Stephen Mennell) は、中世から現代までの英仏の食文化を考察した著書の中で、「19世紀半ば頃にイングランドで最も名声が高かった料理人は、アレクシス・ソィエとチャールズ・エルミー・フランカテリの2人である」と述べている。また、当時リフォーム・クラブの会員で彼らと交流があったスコットランド人作家・ジャーナリストのチャールズ・マッケイは、自らの回顧録の中で、ソィエを「活気に溢れるが神経質、上品ではないが頭が良い、芸術家肌のフランス人」、フランカテリを「料理人としてソィエより上だとは言い切れないが、社会的地位が高く教養があり、礼儀正しく紳士的なイタリア人」とある意味で対照的な人物評を残している。ユードやソィエのように腕はピカイチだが使いにくいシェフに懲りた社交クラブ経営者には、フランカテリは後釜として最適な人材に見える紳士だったようである。
しかし、フランカテリはリフォーム・クラブで7年間料理長を務めた後に解雇される。マッケイによると、彼がリフォーム・クラブを解雇された原因は、彼の料理人としての腕ではなく取締役への態度にあり、「店のオーナーであるかのようにふるまうようになったフランカテリを取締役会が追い出したが、名声が高い彼は直ぐに次の良い仕事を見つけた」ということで、既に名声を確立し料理人として引く手数多のフランカテリは、彼を煙たがるオーナーに解雇されても金銭的に困るような状況では全くなかったようである。

### ホテル・レストランのシェフ時代
その後フランカテリは1863年から1870年までロンドン、ピカデリーのバークレー通りにあった高級ホテルの「セントジェームズ・ホテル」 (St James's Hotel) のシェフ兼支配人を務めた後、ロンドンのグレートクイーン通りにあった高級レストラン「フリーメーソンズ・タヴァーン」 (Freemasons' Tavern) のシェフ兼支配人を1876年まで務め、同年8月10日にイーストボーンで亡くなった。当時、彼の死を悼んでイギリスの新聞タイムズは「傑出したシェフ」の表題の死亡記事を掲載した。
なお、フランカテリ没後に生まれた彼の従妹のローラ・メーベル・フランカテリ（1880年 - 1967年）は豪華客船タイタニックの沈没事故の生存者の一人である。彼女は有名なファッションデザイナーのダフ-ゴードン夫人の秘書としてタイタニックに同行していた。当時、ダフ-ゴードン夫人はローラの妹のフィリス・フランカテリもモデルとして雇っていた。

## 料理文化の伝道
フランカテリは口の肥えた王侯貴族を料理で楽しませるに足るだけの華やかな経験や洗練された技術を持っていたが、簡素な料理をこよなく愛しその普及に尽くした。彼の最初の著書『現代の料理人』 (The Modern Cook) は、評判の高い彼の贅沢な料理のレシピの一部を一般の手の届くように工夫、簡素化したものを盛り込んだ本である。ただし、全般的な内容は本質的には彼がフランスで学んだオートキュイジーヌの様式に基礎を置く高級フランス料理であり、例えば冒頭は104種類のソースのレシピの体系的な紹介から説き起こされている。本書は1845年にイギリス、翌1846年にアメリカ合衆国で出版されると大西洋の両岸で大いに世間の好評を博し、29版を重ねる定番書となった。
フランカテリはイギリスの有名な貴族や郷紳たちに豪華で手の込んだ料理を日々提供する一方で、料理においては倹約家としても知られていた。彼が述べた「毎日ロンドンで捨てられる食べ物だけで千軒の家族が食べていける」という言葉は、彼の倹約家振りを象徴する言葉としてよく引き合いに出される。このような倹約主義的な考え方に沿って、フランカテリは労働者階級にとって実用的価値がある情報を収載した『労働者階級のための気取らない料理の本』 (A Plain Cookery Book for the Working Classes) を1852年に出版した。彼はその中で牛足のスープ、バブルアンドスクイーク（牛肉とキャベツなどの残り物野菜の炒め物、bubble and squeak）、羊もつ、鳥のプディングなどの経済的で気が利いた料理をいくつも紹介した。
その後、1861年にフランカテリが出版したのが、イギリス内外の料理に関する実践的な手引書である『料理人の手引と家政婦・執事の案内』 (The Cook's Guide and Housekeeper's & Butler's Assistant) である。本書は多数のレシピのほか、ワインの出し方、病人食の調理法、食通向けのサラダ、健康飲料、酒を含むアメリカの飲み物などについても紹介しており、英米の多くの家庭で座右の書として重宝されることとなった。
フランカテリの4冊目にして最後の料理書は、菓子製造の技法について書いた『大英帝国と海外の菓子の本』 (Royal English and Foreign Confectionery Book) である。彼は1862年に出版した本書で、凝った芸術的な菓子の作り方、果物・果肉・果汁の保存法、ジャム・ゼリー・シロップの作り方、酒・飲み物の作り方、デザートケーキ、パン、キャンディー、ボンボン、コンフィット（ドライフルーツ・ナッツ入りの糖菓）、エッセンス、コーディアル（ノンアルコール果汁飲料）の作り方、そして流行のデザートの経済的な作り方などを紹介している。
このように、フランカテリはフランスで身につけた料理に関する高度な技能を、卓越した料理人として王侯貴族など富裕な上流階級に豪華な料理を供するためだけに活用するにとどめず、一般市民に利用しやすいよう創意工夫した著作を出版して広く知識を共有し、洗練された料理文化の英米の中産階級および労働者階級への普及に大きな影響を与えた人物としても歴史にその名を残した。

## 著作リスト
- 『現代の料理人』 (The Modern Cook) 、1846年
- 『労働者階級のための気取らない料理の本』 (A Plain Cookery Book for the Working Classes) 、1852年
- 『料理人の手引と家政婦・執事の案内』 (The Cook's Guide and Housekeeper's & Butler's Assistant)、1861年
- 『大英帝国と海外の菓子の本』 (Royal English and Foreign Confectionery Book)、1862年

## 映像化
- イギリスのテレビドラマ『女王ヴィクトリア 愛に生きる』(2016-2017)に王室の料理長フランカテリとして登場する。女王の名を冠した料理を多数発表したのは史実だが、劇中でボム・サプライズ（シュープリーズ）という名の砲丸型アイスクリーム菓子を考案したことになっているのは脚本家による創作である[9]。